# Championnat de Mauritanie de football 2021-2022
Navigation
Édition précédente Édition suivante
La saison 2021-2022 du Championnat de Mauritanie de football est la quarante-troisième édition de la Super Division 1, le championnat national de première division en Mauritanie. Les seize équipes se rencontrent deux fois au cours de la saison dans deux poules différentes. À la fin du championnat, les deux derniers du classement sont relégués et remplacés par les deux finalistes du championnat de deuxième division.
Le FC Nouadhibou, tenant du titre, termine de nouveau à la première place et remporte son dixième trophée de champion de Mauritanie.

## Déroulement de la saison
Le championnat revient cette saison à 14 équipes. l'AS Garde Nationale profite du forfait du FC Sahel pour être repêché en première division.

## Participants
- Nouakchott King's
- ASC SNIM
- ACS Ksar
- ASAC Concorde
- AS Garde Nationale
- ASC Tidjikja
- FC Médine Trarza
- FC Nouadhibou
- FC Tevragh Zeïna
- ASC Police
- Kaédi FC
- AS Armée Nationale
- FC Gourel Sangué - Promu de D2
- AS Douanes - Promu de D2

## Compétition
Le classement est établi sur le barème de points suivant : victoire à 3 points, match nul à 1, défaite à 0.
| Rang | Équipe              | Pts | J  | G  | N  | P  | Bp | Bc | Diff |
| ---- | ------------------- | --- | -- | -- | -- | -- | -- | -- | ---- |
| 1    | FC NouadhibouT      | 56  | 26 | 16 | 8  | 2  | 46 | 16 | +30  |
| 2    | FC Tevragh Zeïna    | 51  | 26 | 14 | 9  | 3  | 46 | 18 | +28  |
| 3    | ASC SNIM            | 47  | 26 | 13 | 8  | 5  | 32 | 19 | +13  |
| 4    | ASAC Concorde       | 44  | 26 | 12 | 8  | 6  | 41 | 33 | +8   |
| 5    | ASC Police          | 40  | 26 | 11 | 7  | 8  | 24 | 20 | +4   |
| 6    | ASC Tidjikja        | 38  | 26 | 9  | 11 | 6  | 30 | 31 | -1   |
| 7    | AS Garde Nationale  | 38  | 26 | 11 | 5  | 10 | 33 | 29 | +4   |
| 8    | AS Douanes P        | 35  | 26 | 9  | 8  | 9  | 28 | 22 | +6   |
| 9    | Nouakchott King's C | 32  | 26 | 9  | 5  | 12 | 32 | 30 | +2   |
| 10   | FC Médine Trarza    | 29  | 26 | 8  | 5  | 13 | 21 | 28 | -7   |
| 11   | Kaédi FC            | 27  | 26 | 6  | 9  | 11 | 17 | 30 | -13  |
| 12   | ACS Ksar            | 24  | 26 | 6  | 6  | 14 | 29 | 48 | -19  |
| 13   | AS Armée Nationale  | 23  | 26 | 7  | 2  | 17 | 23 | 40 | -17  |
| 14   | FC Gourel Sangué P  | 15  | 26 | 4  | 3  | 19 | 17 | 65 | -48  |

|  | Qualification pour la Ligue des champions 2022-2023                                        |
|  | Qualification pour la Coupe de la confédération 2022-2023                                  |
|  | Relégation                                                                                 |
|  | T : Tenant du titre C : Vainqueur de la Coupe de Mauritanie P : Promu de deuxième division |

## Bilan de la saison
| Championnat de Mauritanie de football 2021-2022 |                           |
| Champion                                        | FC Nouadhibou (10e titre) |
| Coupes et trophées                              |                           |
| Vainqueur de la Coupe de Mauritanie 2021-2022   | Nouakchott King's         |
| Qualifications continentales                    |                           |
| Ligue des champions de la CAF 2022-2023         | FC Nouadhibou             |
| Coupe de la confédération 2022-2023             | Nouakchott King's         |
| Promotions et relégations                       |                           |
| Promus en Première division                     |                           |
| Relégués en Deuxième division                   | AS Armée Nationale        |
| Relégués en Deuxième division                   | FC Gourel Sangué          |